# LZ 12
Le LZ 12 est un Zeppelin allemand construit en 1912. Il fut détruit sur le terrain de Metz-Frescaty le 14 août 1914, par l'un des premiers bombardements aériens de la Première Guerre mondiale.

## Contexte historique

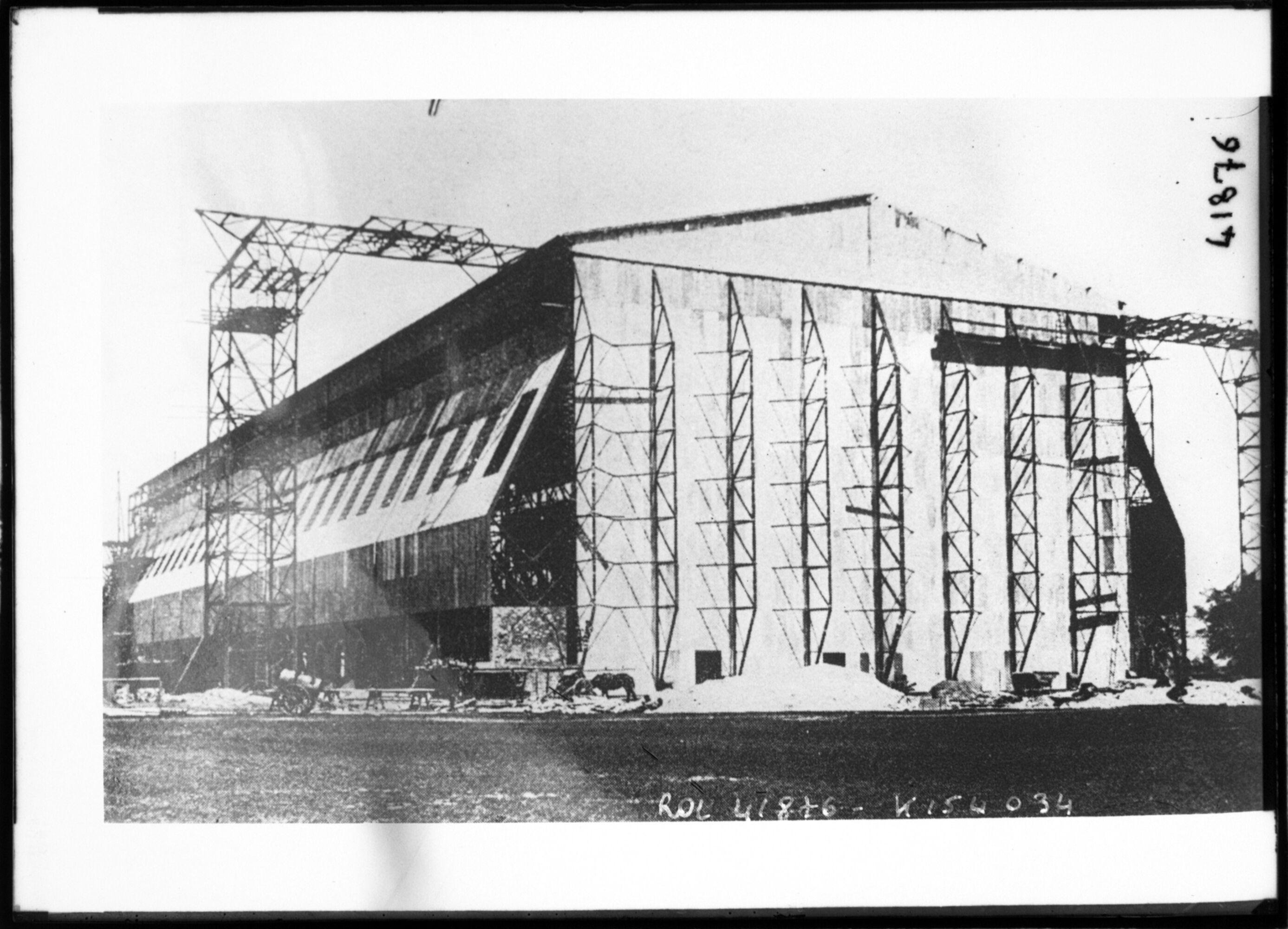
Hangar à dirigeables de Metz-Frescaty.

Les zeppelins sont utilisés comme bombardiers pendant la Première Guerre mondiale, mais ils ne montrent pas une grande efficacité. Au début du conflit, le commandement allemand avait de grands espoirs pour l'aéronef, car il semblait largement supérieur aux avions de l'époque. Les zeppelins sont certes un peu moins rapides, mais ils transportent plus d'armement, ont une plus grande charge utile de bombes et un rayon d'action et une résistance très supérieure. L'empire allemand possède alors la meilleure flotte de grands dirigeables, au 1er août 1914, composée de douze dirigeables militaires, dont neuf Zeppelins géants à structure rigide, utilisés essentiellement par la Luftstreitkräfte, et une douzaine de Zeppelins de la flotte civile, en cours de militarisation. Mais ces avantages théoriques, technologique et stratégique, théoriques, ne se traduisirent pas dans les faits.

## Spécifications techniques

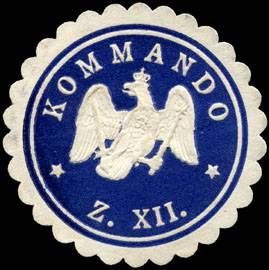

Le LZ 12 est un aérostat de type dirigeable rigide, de fabrication allemande. C'est le comte Ferdinand von Zeppelin qui en supervise la construction en 1912. Le LZ 12, dont le nom opérationnel de la Heer est Z III, ne doit pas être confondu avec le LZ 3, mis en service en 1906, dont le nom opérationnel était "Z I". Long de 140 mètres, large de 14 mètres, il a un volume de 17 800 m3. 

## Vols
Le LZ 12 effectue son premier vol le 25 avril 1912. Réformé le 1er août 1914, il est détruit à Metz-Frescaty le 14 août 1914, par l'un des premiers bombardements de la Première Guerre mondiale. Dès le mois d'août 1914, les aviateurs français, qui décollent de Nancy ou Verdun, attaquent le terrain de Metz-Frescaty. Le 14 août 1914, les hangars des dirigeables Ersatz Z. II et Z. III sont bombardés par l'un des premiers bombardements aériens de la guerre. Les hangars sont détruits par les flammes, emportant les deux zeppelins, tout juste réformés pour obsolescence par la Heer.

## Sources
- Robinson, Douglas H., Giants in the Sky Henley-on Thames, Foulis, 1973.